# Marita Sehn
Marita Sehn geb. Kaspar (* 2. Mai 1955 in Rödern; † 18. Januar 2004 in Niedersohren) war eine deutsche Politikerin (FDP).
Von 1990 bis 1994 sowie von 1998 bis zu ihrem Tod war sie Mitglied des Deutschen Bundestages. 

## Leben
Nach der Mittleren Reife absolvierte Marita Sehn eine Ausbildung zur Industriekauffrau. Sie war verheiratet. 
Am frühen Abend des 18. Januar 2004 wurde Marita Sehn beim Spaziergang auf einem asphaltierten Wirtschaftsweg von einem Auto erfasst und starb noch an der Unfallstelle.

## Partei
Seit 1985 war Marita Sehn Mitglied der FDP. Von 1992 bis 2002 war sie Vorsitzende des FDP-Kreisverbandes Rhein-Hunsrück-Kreis und von 1998 bis zu ihrem Tod Vorsitzende des FDP-Bezirksverbandes Eifel-Hunsrück. Sie gehörte auch dem FDP-Landesvorstand in Rheinland-Pfalz an.

## Abgeordnete
Marita Sehn war von 1990 bis 1994 sowie von 1998 bis zu ihrem Tod Mitglied des Deutschen Bundestages. Hier war sie ab 2002 Vorsitzende des Petitionsausschusses. Daneben war sie weinbau-politische Sprecherin der FDP-Bundestagsfraktion. 
Marita Sehn zog stets über die Landesliste Rheinland-Pfalz in den Bundestag ein.
Unterlagen zu ihrer politischen Tätigkeit liegen im Archiv des Liberalismus der Friedrich-Naumann-Stiftung für die Freiheit in Gummersbach.